# Бачская епархия
Ба́чская епа́рхия (серб. Епархија бачка) — одна из трёх епархий Сербской православной церкви на территории автономного края Воеводина в Сербии. Резиденция епископа и кафедральный собор находятся в городе Нови-Саде. 

## История
Учреждена в XVI веке. Кафедра несколько раз меняла местоположение: вначале располагалась в Сегедине (ныне Сегед, Венгрия), затем по ряду причин, в том числе из-за австро-турецких войн (XVI—XVII века), в различных монастырях, а с начала XVIII века и по настоящее время — в городе Нови-Саде.
Епархия, под названием Сегедской, сначала входила в состав автокефальной Охридской архиепископии, а с 1557 года стала частью возобновлённого Печского патриархата и в первой половине XVII века титул епископов был изменён на "Бачский". С 1710 года епархия, продолжая формально оставаться в составе Печского патриархата, подчинялась автономному Карловацкому митрополиту, а в 1766 году, после упразднения оттоманами патриархата, епархия вошла в состав уже автокефальной Карловацкой митрополии (с 1848 года — патриархии). С 30 августа 1920 года — в составе Сербской православной церкви.

## Епископы
Сегедская епархия
- Филипп (до 1526)
- Савва (после 1526)
- Мардарий или Макарий
- Симеон (до 1579)
- Георгий (упом. 1579)
- Мардарий (уопм. 1609)

Бачская епархия
- Михаил (упом. 1651)
- Георгий (упом. 1667)
- Евфимий (Дробняк) (1695—1708)
- Стефан (Метохияц) (1708—1709)
- Христофор (Димитриевич-Митрович) (1710—1712)
- Григорий (Димитриевич) (1713—1717)
- Софроний (Томашевич) (1718—1730)
- Виссарион (Павлович) (1731—1756)
- Моисией (Путник) (1757—1774)
- Арсений (Радивоевич) (1774—1781)
- Афанасий (Живкович) (1781—1782)
- Иосиф (Йованович-Шакабента) (1783—1786)
- Иоанн (Йованович) (14 июня 1786 — 12 апреля 1805)
- Гедеон (Петрович) (15 июня 1807 — 10 ноября 1832)
- Стефан (Станкович) (30 сентября 1833 — 23 ноября 1837)
- Георгий (Хранислав) (26 мая 1839 — 22 июня 1843)
- Арсений (Стойкович) (1843—1851) в/у, архимандрит
- Платон (Атанацкович) (1851 — 21 апреля 1867)
- Герман (Анджелич) (11 августа 1874 — 10 января 1882)
- Василиан (Петрович) (12 июля 1882 — 18 января 1891)
- Герман (Опачич) (23 апреля 1894 — 18 января 1899)
- Митрофан (Шевич) (16 июля 1899 — январь 1918)
- Георгий (Летич) (1918—1921) в/у, еп. Темишварский
- Ириней (Чирич) (24 ноября 1921 — 6 апреля 1955)
- Никанор (Иличич) (26 июня 1955 — 6 ноября 1986)
- Савва (Вукович) (1988—1990) в/у, еп. Шумадийский
- Ириней (Булович) (с 24 декабря 1990 года)

## Монастыри
- Боджани
- Ковиль
- Монастырь Святого Стефана в Сомборе